# Revolución, Las Choapas
Revolución är en ort i Mexiko.   Den ligger i kommunen Las Choapas och delstaten Veracruz, i den sydöstra delen av landet, 600 km öster om huvudstaden Mexico City. Revolución ligger 107 meter över havet och antalet invånare är 181.
Terrängen runt Revolución är huvudsakligen kuperad. Revolución ligger nere i en dal. Runt Revolución är det ganska glesbefolkat, med 42 invånare per kvadratkilometer. Närmaste större samhälle är Raudales Malpaso, 17,2 km sydost om Revolución. Omgivningarna runt Revolución är en mosaik av jordbruksmark och naturlig växtlighet.